# 2022년 영화
다음은 2022년 영화에 대한 정보이다. 이 해에 개봉된 영화와 주요 박스오피스, 영화제 등을 기재한다.

## 박스오피스
2022년 내에 개봉된 영화를 대상으로 한 전 세계 박스오피스 순위는 다음과 같다.
| 순위 | 제목                               | 배급사           | 전 세계 수익   |
| ---- | ---------------------------------- | ---------------- | -------------- |
| 1    | 아바타: 물의 길                    | 디즈니 / 20세기  | $2,320,250,281 |
| 2    | 탑건: 매버릭                       | 파라마운트       | $1,495,696,292 |
| 3    | 쥬라기 월드: 도미니언              | 유니버설         | $1,003,700,664 |
| 4    | 닥터 스트레인지: 대혼돈의 멀티버스 | 디즈니           | $955,775,804   |
| 5    | 미니언즈 2                         | 유니버설         | $939,628,210   |
| 6    | 블랙 팬서: 와칸다 포에버           | 디즈니           | $859,208,836   |
| 7    | 더 배트맨                          | 소니             | $770,962,583   |
| 8    | 토르: 러브 앤 썬더                 | 워너 브라더스    | $760,928,081   |
| 9    | 장진호 2                           | 화하영화발행회사 | $626,571,697   |
| 10   | 문맨                               | 카이신마화       | $485,237,894   |

## 이벤트
영화상
- 1월 9일 : 제79회 골든 글로브상
- 2월 25일: 제47회 세자르상
- 2월 27일 : 제28회 미국 배우 조합상
- 3월 13일 : 제75회 영국 아카데미 영화상
- 3월 13일 : 제27회 크리틱스 초이스 어워드
- 3월 27일 : 제94회 아카데미상
- 5월 6일 : 제58회 백상예술대상
- 11월 25일 : 제43회 청룡영화상
- 12월 9일 : 제58회 대종상

영화제
- 1분기
  - 1월 20일 ~ 30일 : 2022 선댄스 영화제
  - 2월 10일 ~ 20일 : 제72회 베를린 국제 영화제
  - 3월 11일 ~ 20일 : 2022 SXSW 영화제

- 2분기
  - 4월 28일 ~ 5월 7일 : 제23회 전주국제영화제
  - 5월 17일 ~ 28일 : 제75회 칸 국제 영화제
  - 6월 8일 ~ 19일 : 제21회 트라이베카 영화제

- 3분기
  - 7월 7일 ~ 17일 : 제26회 부천국제판타스틱영화제
  - 8월 31일 ~ 9월 10일 : 제77회 베네치아 국제 영화제
  - 9월 2일 ~ 5일 : 제49회 텔류라이드 영화제
  - 9월 8일 ~ 18일 : 제47회 토론토 국제 영화제
  - 9월 30일 ~ 10월 16일 : 제60회 뉴욕 영화제

- 4분기
  - 10월 5일 ~ 14일 : 제27회 부산국제영화제
  - 10월 5일 ~ 16일 : 제66회 BFI 런던 영화제
  - 10월 24일 ~ 11월 2일 : 제35회 도쿄국제영화제
  - 11월 2일 ~ 6일 : 2022 AFI 페스트

## 2022년 개봉작

### 외국 영화
국내 영화가 아닌 수입 영화들의 목록이다. 개봉일은 역시 대한민국 기준이며, 대한민국 내에서 개봉한 영화들만을 다룬다. 국내 개봉과 상관없이 전세계에서 2022년에 개봉된 영화를 보고 싶다면 관련 분류를 참고.